# توافق مصلحت‌آمیز: روابط ایران و اسرائیل ۱۹۸۸–۱۹۴۸
توافق مصلحت‌آمیز: روابط ایران و اسرائیل ۱۹۴۸-۱۹۸۸ نام یک کتاب ترجمه شده و چاپ لس‌آنجلس است. نویسنده این کتاب یک ایرانی آمریکایی‌تبار به نام سهراب سبحانی است. این کتاب فاقد مقدمه ناشر انگلیسی و نیز ناشر فارسی آن است. همچنین در نگارش این کتاب از همکاری افرادی چون رابرت لیبر، آونر یاینو، شیرین هانتر، ویلیام اوبراین، ، چارلز فیگنوف، آرمین مایر، محمود فروغی، مایکل مترینکو، ویلیام رایس، ریچاد هلمز، جوزف آلفر، آرون کلیمان، آریه لوین، اوری لوبرانی، شاموئل سگو، علی امینی، فرهاد کاظمی و شهرام چوبین کمک گرفته شده‌است.